# Grav
Grav je svobodný software, systém pro správu obsahu (CMS) napsaný v programovacím jazyce PHP a založený na webovém aplikačním frameworku Symfony. Používá prosté databázové soubory pro backend i frontend.
Grav je navržen tak, aby byl uživatelsky přívětivý a aby se dal snadno nastavit. Grav se zaměřuje spíše na rychlost a jednoduchost než na množství vestavěných funkcí, které jsou na úkor složitosti.
Funkcionalita lze ovšem rozšířit prostřednictvím doplňků, kterých je v současné době k dispozici celkem 419. Dále je k dispozici celkem 121 šablon webu, které lze použít přímo pro konkrétní projekt (firemní stránky, blog, jednostránkový web), a to v závislosti na dostupných šablonách stránek (galerie, příspěvky blogu, modulární stránky). Rovněž lze využít 50 hotových projektů nabízených pod označením skeletony, což jsou předpřipravené instalace, obsahující, kromě samotného jádra, všech potřebných doplňků a konkrétní šablony webu, také vzorová data a specifická nastavení.
Aktuálně je ve vývoji verze 1.8, prozatím jako beta verze. 
Název Grav je zkrácenou verzí slova gravitace.
Grav je nejlépe hodnocený PHP CMS na GitHubu s více než 14 565 hvězdičkami.

## Ocenění
- CMS Critic Awards - Best Flat File CMS 2021
- CMS Critic Awards - Best Flat File CMS 2020
- CMS Critic Awards - Best Flat File CMS 2019
- CMS Critic Awards - Best Flat File CMS 2017
- CMS Critic Awards - Best Open Source CMS 2016, Best Open Source CMS 2016

## Česká lokalizace
Jádro Grav a administrační rozhraní Admin Panel jsou kompletně přeloženy do češtiny, konkrétně pak v rozsahu všech oficiálně uvolněných řetězců. První český překlad systému vznikl již v roce 2014, ale měl spoustu nedostatků, například používal různorodé termíny pro tytéž položky, obsahoval chybná skloňování přeložených řetězců a celkově se jednalo především o strojový překlad, který překladatelé potvrzovali, aniž by jej dávali do souvislostí.
Od roku 2018 se o současnou verzi překladu stará Vít Petira, který opravil a sjednotil původní chybné fráze a průběžně doplňuje nové, pokud jsou k dispozici.
K nejnovější aktualizaci překladů došlo dne 12. 2. 2024.
Čeština je přímo součástí instalace. Volba jazykové verze se provádí v nastavení systému.

## Česká komunita
Česká komunita je v současné době soustředěna ve skupině na Facebooku, avšak záměrem skupiny není nahradit oficiální diskuzní kanály Grav CMS, které jsou dostupné v angličtině, ale pouze zpřístupnit a přiblížit Grav CMS těm, kteří angličtinou nedisponují.
Velkým popularizátorem Grav CMS v České republice je Vít Petira, zakladatel a provozovatel portálu Grav.cz a rovněž aktivní vývojář doplňků.